# Neyagawa
Neyagawa (寝屋川市 Neyagawa-shi?) es una ciudad localizada en la prefectura de Osaka, Japón. En julio de 2019 tenía una población estimada de 230.390 habitantes y una densidad de población de 9.328 personas por km². Su área total es de 24,70 km².

## Geografía

### Localidades circundantes
- Prefectura de Osaka
  - Settsu
  - Takatsuki
  - Katano
  - Hirakata
  - Moriguchi
  - Kadoma
  - Daitō
  - Shijōnawate

## Demografía
Según datos del censo japonés, la población de Neyagawa ha disminuido en los últimos años.
| Año del censo | Población |
| ------------- | --------- |
| 1995          | 258.443   |
| 2000          | 250.806   |
| 2005          | 241.816   |
| 2010          | 238.204   |
| 2015          | 237.518   |

## Ciudades hermanadas
- Lu Wan, Shanghái, China.
- Mimasaka, Okayama, Japón.
- Newport News, Virginia, Estados Unidos.
- Oakville, Ontario, Canadá.
- Susami, Prefectura de Wakayama, Japón.